# The Moi Non Plus
The Moi Non Plus is een Amsterdamse indierock- en noiserockband, bestaande uit Bas Morsch en Leon Caren. Leon Caren speelt tevens in Scram C Baby en Blues Brother Castro en oprichter van muziekplatform Subbacultcha!. Bas Morsch is samen met Bas Jacobs van Pfaff oprichter van het blad That Dam! Magazine.

## Biografie
The Moi Non Plus speelde onder andere Motel Mozaïque 2007, in het voorprogramma van Queens of the Stone Age, And You Will Know us by the Trail of Death..., Liars en met de Nederlandse bands Aux Raus, Adept, The Suicidal Birds en E.T. Explore Me in Berlijn op de Popkomm 2007, wat op video geportretteerd werd door VPRO's 3VOOR12. In 2008 namen ze hun debuutalbum op met Jan Schenk van de Hospital Bombers als producer. Het album verschijnt op VPRO's luisterpaal. De band toert in het najaar van 2008 na het verschijnen van het album door Europa en Amerika, onder andere op CMJ Music Marathon in New York, Popkomm in Berlijn en in Nederland op Radio 3 3VOOR12 en Crossing Border. In 2009 spelen ze op het SXSW festival en komt hun debuutalbum ook uit in Engeland bij Small Town America; een onafhankelijk Engels label. De band speelt op het Servische Exit Festival en hun debuutalbum alsmede het artwork wordt geremixt en uitgebracht als tussendoortje in afwachting van het tweede album. Het debuut werd door de VPRO genomineerd voor best Nederlandse Album van het Jaar 2008.
In de zomer van 2009 trekt de band naar Zuid-Frankrijk voor proefopnames en deelname aan het Guitares au Palais festival in Perpignan, wat gecureerd wordt door onder andere Vincent Moon. Later in het najaar volgen er optredens in wederom CMJ in New York en een 5-jarig Subbacultcha! jubileum in de Melkweg in november.

## Discografie
- The Moi Non Plus, cd, 2008
- RMXXX, cd, 2009